# NGC 4270
NGC 4270 é uma galáxia lenticular (S0) localizada na direcção da constelação de Virgo. Possui uma declinação de +05° 27' 48" e uma ascensão recta de 12 horas, 19 minutos e 49,4 segundos.
A galáxia NGC 4270 foi descoberta em 17 de Abril de 1786 por William Herschel.